# Hartemita spasskensis
Hartemita spasskensis är en stekelart som beskrevs av Sergey A. Belokobylskij 2005. Hartemita spasskensis ingår i släktet Hartemita och familjen bracksteklar. Inga underarter finns listade i Catalogue of Life.